# ۱۲۷۲ (قمری)
۱۲۷۲ (قمری)، هزار و دویست و هفتاد و دومین سال در گاهشماری هجری قمری است. اول محرم این سال برابر با سیزدهم سپتامبر سال ۱۸۵۵ میلادی است.

## زادگان
- ۱۹ ذی القعده - کامران میرزا ملقب به نایب‌السلطنه، شاهزاده قاجار، فرزند سوم ناصرالدین شاه، و برادر مسعود میرزا ظل‌السلطان و مظفرالدین شاه.

## وابسته
- ابوالحسن رفیعی قزوینی